# Arnold du Rées
Arnold du Rées, född den 1 april 1770 i Karlskrona, död den 20 september 1846 i Stockholm, var en svensk sjömilitär. Han var svärfar till Axel Fredrik Palander och morfar till Louis Palander. 
du Rées, som var överstelöjtnant vid Skärgårdsflottan, invaldes som ledamot av Krigsvetenskapsakademien 1820. Han tillhörde en äldre gren av släkten du Rées och ansökte 1824 om att antingen bli intagen på den utslocknade ättens nummer eller bli naturaliserad som svensk adelsman, men detta avslogs av Kunglig Majestät samma år.